# Thibaudia anomala
Thibaudia anomala är en ljungväxtart som beskrevs av A. C. Smith. Thibaudia anomala ingår i släktet Thibaudia och familjen ljungväxter. Inga underarter finns listade i Catalogue of Life.